# Заставек
Заставек (пол. Zastawek) — деревня в Бяльском повете Люблинского воеводства Польши. Входит в состав гмины Тересполь. По данным переписи 2011 года, в деревне проживало 139 человек.
В период с 1975 по 1998 годы деревня входила в состав Бяльскоподляского воеводства.

## География
Деревня расположена на востоке Польши, на расстоянии приблизительно 29 километров к востоку от города Бяла-Подляска, административного центра повета. Абсолютная высота — 145 метров над уровнем моря. К востоку от населённого пункта проходит региональная автодорога 816.

## Климат
Климат характеризуется как влажный континентальный с тёплым летом (Dfb  в классификации климатов Кёппена). Среднегодовая температура воздуха составляет 7,4 °C. Средняя температура самого холодного месяца (января) составляет −4,8 °С, самого жаркого месяца (июля) — 18,4 °С. Расчётная многолетняя норма осадков — 526 мм.

## Население
Демографическая структура по состоянию на 31 марта 2011 года:
|         | Всего | До трудоспособного возраста | Трудоспособного возраста | Старше трудоспособного возраста |
| ------- | ----- | --------------------------- | ------------------------ | ------------------------------- |
| Мужчины | 66    | 11                          | 49                       | 6                               |
| Женщины | 73    | 19                          | 38                       | 16                              |
| Всего   | 139   | 30                          | 87                       | 22                              |